# Mehmet Bölükbaşı
Mehmet Bölükbaşı (* 24. August 1978 in Akçaabat) ist ein ehemaliger türkischer Fußballtorhüter und -trainer. Er war um die Jahrtausendwende bei Galatasaray Istanbul der Ersatz von Cláudio Taffarel und erlebte während dieser Zeit die größten Vereinserfolge, den UEFA-Cup-Sieg in der Saison 1999/00 und den UEFA-Super-Cup-Sieg im Sommer 2000, mit. Da er Teil dieser aus Vereinssicht als legendär bezeichneten Mannschaft war, wird er aus Vereins- und Fanseite als wichtiger Spieler der Vereinshistorie angesehen.

## Spielerkarriere

### Verein
Bölükbaşı durchlief die Nachwuchsabteilung von Akçaabat Sebatspor, dem bekanntesten Verein seiner Heimatstadt Akçaabat. Zur Saison 1996/97 wurde er beim damaligen Drittligisten mit einem Profivertrag ausgestattet und in den Profikader als Ersatz für den ersten Torhüter Turgay Karali aufgenommen. In seiner ersten Saison hütete Bölükbaşı als 19-Jähriger in sieben Ligapartien das Tor und machte damit das erste Mal auf sich aufmerksam. Nachdem Karali zum Saisonende den Verein verlassen hatte, stieg Bölükbaşı als Stammtorhüter auf und verteidigte in nahezu allen Partien der Hinrunde der Saison 1997/98 das Tor.
In der Winterpause der Saison 1997/98 wurde Bölükbaşı mit Galatasaray Istanbul in Verbindung gebracht. Hier hatte der Trainer Fatih Terim ein Jahr zuvor den türkischen Nationaltorhüter Volkan Kilimci von Kocaelispor verpflichtet. Zuvor war Terim mit den jüngsten Leistungen des langjährigen ersten Torhüters Hayrettin Demirbaş, der auch amtierender Nationaltorhüter war, nicht unzufrieden. Dieser wurde für das Scheitern im Europapokal der Pokalsieger der Saison 1996/97 verantwortlich gemacht. Hier traf Galatasaray im Achtelfinale auf den französischen Pokalsieger Paris Saint-Germain. Das Hinspiel gewann man mit 4:2, wobei beide Gegentreffer aus Torhüterfehlern resultierten. Das Rückspiel verlor man 0:4, wobei zwei der vier Gegentreffer nach Auffassung der Fachpresse und des Trainerstabes aus offensichtlichen Torhüterfehlern resultierten. Nach diesem Aus im Europapokal der Pokalsieger fiel Demirbaş beim Viertelfinale des Türkischen Fußballpokals der Saison 1996/97 besonders negativ auf. Bei der Verlängerung gegen Gençlerbirliği Ankara endete die Partie nach Verlängerung 1:1. Im Elfmeterschießen entschied Gençlerbirliği die Partie mit 17:16 für sich. Da Demirbaş als amtierender Nationaltorhüter keinen der insgesamt 17 Elfmeter halten konnte, beschloss Terim, Demirbaş zur Winterpause in jedem Fall aus der Mannschaft zu entfernen und durch einen neuen Torhüter zu ersetzen. Auch von der Fachpresse erhielt Demirbaş vernichtende Kritiken. Da damals im türkischen Fußball ein Ausländerkontingent aus drei Spielern existierte und dieses bei Galatasaray bereits belegt war, wurde beschlossen, einen einheimischen Torhüter zu holen. So entschied sich Terim im Frühjahr 1997 für die Verpflichtung Kilimci. Dieser verdrängte erst Demirbaş und schien in der Rückrunde der Saison den Ansprüchen gerecht zu werden. Nachdem Kilimci aber die Hinrunde der Saison 1997/98 nicht mehr überzeugen konnte, drängte Terim die Vereinsführung für die Verpflichtung eines weiteren einheimischen Torhüters. So wurde Bölükbaşı in der Winterpause als große Nachwuchshoffnung verpflichtet. Er verdrängte sofort Kilimci als ersten Torhüter. Mit seinem Verein beendete Bölükbaşı die Saison als türkischer Meister. Nachdem auch Bölükbaşı nicht den Ansprüchen vom Cheftrainer Terim zu genügen schien, entschied dieser zusammen mit der Vereinsführung einen ausländischen Torhüter zu verpflichten und holte den brasilianischen Nationaltorhüter Cláudio Taffarel. Taffarel verdrängte auf Anhieb Bölükbaşı als Stammtorhüter. In die neue Saison startete Bölükbaşı mit seinem Team mit dem Sieg des vorsaisonalen TSYD-Istanbul-Turniers. Zudem verteidigte seine Mannschaft den Titel in der türkischen Meisterschaft. Bölükbaşı kam in dieser Spielzeit in drei Pflichtspielen zum Einsatz. In der Saison 1999/2000 sah der erste Torhüter Taffarel in der Champions-League-Begegnung vom 28. September 1999 gegen den FC Chelsea die Rote Karte und musste für die restliche Spielzeit durch Bölükbaşı ersetzt werden. Mit dieser Begegnung gab Bölükbaşı auch sein Debüt in dieser Liga. Da Taffarel wegen der Rotsperre im Rückspiel gegen Chelseas ebenfalls ausfiel, hütete Bölükbaşı im Rückspiel ebenfalls das Tor und geriet nach dem Spiel negativ in die Schlagzeilen. Das am 20. Oktober 1999 gespielte Rückspiel verlor Galatasaray vor heimischer Kulisse 0:5 und erlebte damit eines der bittersten Niederlagen der Vereinsgeschichte. Bölükbaşı wurde nach dieser Begegnung von der Fachpresse als eines der Hauptverantwortlichen der Niederlage dargestellt. Dennoch hielt Terim zu Bölükbaşı und setzte ihn bis zum Saisonende in weiteren fünf Pflichtspielen ein. Zum Saisonende verteidigt Bölükbaşıs Team die türkische Meisterschaft und wurde damit zum vierten Mal in Folge türkischer Meister. Zudem holte Bölükbaşı mit seinem Team den Türkischen Pokal und wurde damit türkischer Doublesieger. Auch war Bölükbaşı in dieser Saison der zweite Torhüter jener Galatasaray-Mannschaft die den UEFA-Cup holen konnte und damit den größten Erfolg der Vereinsgeschichte erreichte. Auch die nächsten vier Spielzeiten blieb er bei Galatasaray, wurde aber die ersten beiden zwei Spielzeiten lang vom neuen Cheftrainer Mircea Lucescu hinter Kerem İnan zum dritten Torhüter degradiert. In der zweijährigen Lucescu-Ära absolvierte Bölükbaşı zwar keine Pflichtspielbegegnung, holte aber mit seinem Team jeweils den UEFA Super Cup und die türkische Meisterschaft. Nachdem im Sommer 2002 wieder Fatih Terim als Cheftrainer eingestellt worden war, kam Bölükbaşı wieder zu sporadischen Pflichtspieleinsätzen.
Im Sommer 2004 verließ Bölükbaşı nach sechseinhalb Spielzeiten Galatasaray und wechselte zum Liga- und Stadtrivalen İstanbulspor. Bereits nach einer Saison zog er aber zum Erstligisten Çaykur Rizespor weiter. Hier verbrachte er nur die Hinrunde und wurde für die Rückrunde an den Zweitligisten Boluspor ausgeliehen. Nachdem Bölükbaşı die Saison 2007/08 bei den Zweitligisten Samsunspor und Istanbulspor verbracht hatte, setzte er ab dem Sommer 2008 seine Karriere in der TFF 2. Lig, der dritthöchsten türkischen Spielklasse, fort. Im Mai 2011 beendete er schließlich beim Drittligisten seine Karriere.

### Nationalmannschaft
Bölükbaşı absolvierte während seiner Zeit bei Galatasaray Istanbul drei Einsätze für die türkische U-21-Nationalmannschaft.

## Trainerkarriere
Ab dem Sommer 2014 begann Bölükbaşı beim Istanbuler Drittligisten Kartalspor als Co-Trainer zu arbeiten, im Dezember wechselte er zu seinem von Murat Gündeş trainierten Ex-Klub Tarsus İdman Yurdu zurück.
Hamza Hamzaoğlu holte Bölükbaşı im September 2015 als Torwarttrainer zu Galatasaray Istanbul zurück. Auch unter den Nachfolgern und Interimstrainern Cláudio Taffarel, Mustafa Denizli, Orhan Atik, Jan Olde Riekerink, Igor Tudor und Fatih Terim gehörte er bis Sommer 2018 zum Funktionsteam, ehe sein Vorgänger Fadıl Koşutan wieder übernahm.
Ende Januar 2024 stieß Bölükbaşı als Torwarttrainer zu Kayserispor, wo er bis zur Übernahme von Burak Yılmaz als Cheftrainer zum 1. Februar unter Interimstrainer Hari Vukas und Assistent Tayfun Türkmen die Trainingsarbeit aufnahm.

## Erfolge
Mit Galatasaray Istanbul
- Türkischer Meister (4): 1997/98, 1998/99, 1999/2000, 2001/02
- Türkischer Pokalsieger: 1998/99, 1999/2000
- TSYD-Istanbul-Pokalsieger: 1998/99, 1999/00
- UEFA-Cup-Sieger: 1999/00
- UEFA-Super-Cup-Sieger: 2000

Mit Sakaryaspor
- Play-off-Sieger der TFF 2. Lig und Aufstieg in die Süper Lig: 2005/06